# ستة تنانين طائرة
ستة تنانين طائرة هو مسلسل تلفزيوني كوري جنوبي بطولة يو آه إن ، كيم ميونج مين ، شين سي كيونج ، بيون يو هان ، يون كيون سانج وتشون هو جين .   تم بثه على قناة SBS يومي الاثنين والثلاثاء في الساعة 22:00 لمدة 50 حلقة بدءًا من 5 أكتوبر 2015، كجزء من عرض الذكرى السنوية الخامسة والعشرين لقناة SBS .   تعتبر الدراما بمثابة مقدمة لـ شجرة ذات جذور عميقة . 

## العنوان
العنوان الكوري للمسلسل هو باللغة الكورية القديمة . ناريوشيا هي كلمة كورية أصلية، والتي تُترجم إلى نارا أورودا (날아 오르다) أو "الارتفاع إلى السماء" في اللغة الكورية الحديثة . وبالتالي، فإن الترجمة الحرفية للعنوان هي " ستة تنانين ترتفع إلى السماء " (여섯 마리의 용이 날아오르셔서). 

## الحبكة
تحكي القصة عن تأسيس سلالة جوسون في شبه الجزيرة الكورية، وطموحات ونجاحات وصراعات العديد من الشخصيات الحقيقية والخيالية، مع التركيز على الشاب يي بانج وون.

## الممثليين

### التنانين الستة
- يو آه إن في دور يي بانج وون ( الملك تايجونج لاحقًا)
  - نام دا ريوم في دور يي بانج وون الشاب
- كيم ميونغ مين في دور سامبونغ جونغ دو جون
- شين سي كيونغ في دور بون يي
  - لي ري في دور بون يي الشاب
  - يون يو سون بدور بون يي العجوز (ظهور خاص)
- بيون يو هان في دور يي بانج جي، أفضل سياف في الممالك الثلاث
  - يون تشان يونج في دور دانغ ساي الشاب
- يون كيون سانج في دور مو هيول، أفضل سياف في جوسون
  - بايك سونغ هوان في دور مو هيول الشاب
- Chun Ho-jin في دور Yi Seong-gye (لاحقًا الملك Taejo )

### الشخصيات الداعمة

#### الأشخاص حول يي بانج وون
- غونغ سونغ يون بدور مين دا كيونغ (التي أصبحت فيما بعد الملكة وونغ يونغ )، زوجة يي بانغ وون
- نام دا ريوم في دور يي دو (لاحقًا الملك سيجونغ العظيم )، الابن الثالث لـ يي بانج وون
- مين سونغ ووك في دور جو يونغ كيو، الحارس الشخصي لـ يي بانغ وون
- جو يونج جين في دور مين جي ، والد زوجة يي بانج وون
- تشا يونغ هاك في دور يي سوك بيون
- تشوي داي هون في دور ساجوك جو مال سينج

#### الأشخاص حول جونغ دو جون
- كيم إيوي سونغ في دور بويون جونغ مونغ جو
- جين سيون كيو في دور نام إيون
- لي جونغ هيون في دور شيم هيو سينج
- يانغ هيون مين في دور يانغتشون غوون جيون
- جيل جونج وو في دور جونغ جي جون - ابن شقيق جونغ دو جون الأصغر، جونغ دو جوانج

#### الناس حول بون يي
- جون مي سون في دور جانان/يون هيانج، والدة بون يي

#### الناس حول دادانغ ساي
- جونغ يو مي [8] بدور يون هي
  - بارك سي أون في دور يون هي الصغيرة
- لي تشو هي في دور جاب بون
  - كواك جي هيه في دور جاب بون الشاب
- سيو هيون تشول في دور جانغ سام بونغ

#### الأشخاص حول مو هيول
- سيو يي سوك في دور ميو سانج، جدة مو هيول
- لي جون هيوك في دور هونغ داي هونغ، مدرس الفنون القتالية لمو هيول

#### الأشخاص حول يي سيونغ جاي
- لي سون جاي في دور يي جا تشون ، والد يي سونغ جاي (ظهور خاص)
- كيم هي جونغ بدور السيدة كانج (التي أصبحت فيما بعد الملكة سينديوك )، زوجة يي سيونج جاي الثانية
- سيو دونج وون في دور يي بانج جوا (لاحقًا الملك جونغجونج )، الابن الثاني لـ يي سونج جاي
- لي سونغ هيو في دور يي بانغ يو (لاحقًا الأمير الكبير جينان)، الابن الأول لـ يي سونغ جاي
- كانج شين هيو في دور يي بانج جان (لاحقًا الأمير الكبير هوين)، الابن الرابع لـ يي سونج جاي
  - كيم سانغ وو في دور يي بانغ جان الشاب
- جونج جاي مين في دور يي بانج-وي (لاحقًا الأمير الكبير إيكان)، الابن الثالث لـ يي سونج-جي
- بارك سي جين في دور يي بانج بيون (لاحقًا الأمير الكبير موان)، الابن السابع لـ يي سونج جاي
  - كيم يي جون في دور الشاب يي بانغ بيون
- جونغ يون سوك في دور يي بانج سوك (لاحقًا ولي العهد أويان)، الابن الثامن لـ يي سونج جاي
  - لي سونغ وو في دور يي بانج سوك الشاب
- كيم جي يون في دور زوجة يي بانج جان

#### مسئولو محكمة جوسون
- بارك هاي سو في دور يي جي ران ، الأخ الشرعي لـ يي سيونج جاي
- جو هي بونج في دور هوجيونج ها ريون
- كوان هوا وون في دور هوانغ هوي
- لي ميونغ هاينج في دور جو جون

#### شعوب كوريو
- جون جوك هوان في دور تشوي يونج
- لي هيون باي في دور الملك يو
- هوانج جاي وون في دور الملك تشانج
- لي دو يوب في دور الملك جونجيانج
- هان يي ري في دور يون رانغ/تشيوك سا غوانغ
- بارك هون في دور Cheok In-gwang، شقيق Cheok Sa-gwang
- يون سيو هيون في دور وو هاك جو
- تشوي جونج هوان في دور جو مين سو
- آن جيل كانج في دور جو سو سينج
- تشوي جونج وون في دور يي إن جيوم
- جون نو مين في دور هونغ إن بانج
- جونغ دو هونغ في دور هونغ ريون
- جونغ مون سونغ في دور هان جو يونج
- هيو جون سوك في دور داي جيون
- بارك هيوك كوون في دور جيل تاي مي / جيل سون مي
- بارك سونغ هون في دور جيل يو ، ابن جيل تاي مي
- كيم جونج سو في دور يي سايك

#### آحرون
- لي جي هون بدور هيو كانغ/يي شين جوك
- بارك مين جونغ في دور هيوك تشيوب سيون هوا
- يون سون ها في دور تشو يونغ
- هان سانغ جين في دور الراهب جوكريونج
- كيم ها كيون في دور بايك يون
- يانغ كيونغ وون في دور آن وون
- آن سوك هوان في دور المعلم يوكسان
- Yeo Hoe-hyun بدور طالب Sungkyunkwan
- جون سونغ وو في دور طالب سونغ كيون كوان
- جيون جين سيو في دور إيون هو، ابن الملك جونجيانج [9]

## روابط خارجية
- الموقع الرسمي
 (بالكورية)
- ستة تنانين طائرة على هانسينما
- ستة تنانين طائرة  في قاعدة بيانات الأفلام على الإنترنت (بالإنجليزية)